# OBN televizija
Televizija OBN je komercialna televizija na območju Bosne in Hercegovine. Televizijska hiša ima sedež v Sarajevu.
OBN je sprva pomenilo Open Broadcast Network, ko sta podjetje leta 1996 ustanovila Urad visokega predstavnika za Bosno in Hercegovino ter Evropska unija. Bil je predvsem informativni program, pri čemer so mednarodni lastniki vložili približno 20 milijonov dolarjev za razvoj televizije.
Televizijska postaja je leta 2000 prešla v zasebno last, ko jo je odkupil Ivan Ćaleta, hrvaški poslovnež in nekdanji lastnik Nove TV. Leta 2004 je program OBN prodal RTL družbi.

## linki
- Uradno spletno mesto